# Rhopalaea
Rhopalaea is een geslacht uit de familie Diazonidae en de orde Phlebobranchia uit de klasse der zakpijpen (Ascidiacea).

## Soorten
- Rhopalaea abdominalis (Sluiter, 1898)
- Rhopalaea bilobata Mondal J., Raghunathan & Mondal T., 2017
- Rhopalaea birkelandi Tokioka, 1971
- Rhopalaea circula Monniot F. & Monniot C., 2001
- Rhopalaea cloneyi Vazquez & Young, 1996
- Rhopalaea crassa (Herdman, 1880)
- Rhopalaea defecta (Sluiter, 1904)
- Rhopalaea desme Monniot F., 2003
- Rhopalaea flemingi (Herdman, 1880)
- Rhopalaea fusca (Herdman, 1880)
- Rhopalaea hartmeyeri (Salfi, 1927)
- Rhopalaea idoneta Shenkar, 2013
- Rhopalaea macrothorax Tokioka, 1953
- Rhopalaea meridionalis Kott, 2006
- Rhopalaea neapolitana Philippi, 1843
- Rhopalaea orientalis (Pérès, 1958)
- Rhopalaea perlucida Monniot C., 1997
- Rhopalaea piru Monniot C. & Monniot F., 1987
- Rhopalaea respiciens Monniot C., 1991
- Rhopalaea sagamiana Oka, 1927
- Rhopalaea tenuis (Sluiter, 1904)

Niet geaccepteerde soorten:
- Rhopalaea desne Monniot F. & Monniot C., 2003 → Rhopalaea desme Monniot F., 2003
- Rhopalaea indica (Sluiter, 1904) → Rhopalaea crassa (Herdman, 1880)
- Rhopalaea mutuensis Oka, 1927 → Rhopalaea crassa (Herdman, 1880)
- Rhopalaea nordgaardi Hartmeyer, 1922 → Tylobranchion nordgaardi  (Hartmeyer, 1922)
- Rhopalaea norvegica Ärnbäck, 1925 → Tylobranchion nordgaardi (Hartmeyer, 1922)